# ویکتور فیشر
ویکتور گوریدسن فیشر (دانمارکی: Viktor Gorridsen Fischer؛ زادهٔ ۹ ژوئن ۱۹۹۴) بازیکن فوتبال اهل دانمارک است.

## باشگاهی
از باشگاه‌هایی که در آن بازی کرده‌است می‌توان به آژاکس، میدلزبرو، ماینتس ۰۵ و کپنهاگن اشاره کرد.

## تیم ملی
وی همچنین در تیم ملی فوتبال دانمارک بازی کرده‌است.